# غلور ترش
غلور ترش نوعی غذا است که عموماً در میان مردم غرب افغانستان مصرف می‌شود. غلور ترش را می‌توان بر اساس نیاز مردم به صورت‌های مختلف تهیه کرد. جهت تهیه پودر غلور ترش در ابتدا ماست را از صافی عبور داده و آب آن گرفته شده تا کمی سفت شود. به دنبال آن مقداری آرد را نیز از صافی رد کرده و آن‌ها را با ماست مخلوط می‌کنند. پس از مخلوط کردن آرد و ماست یا ماست چکه آن‌ها را با دست نرم کرده و در آفتاب قرار
می‌دهند. پس از خشک شدن آن‌ها را به صورت پودر درآورده و سپس در کیسه ای نگهداری می‌کنند. به این مواد غلور ترش می‌گویند. جهت تهیه غلور ترش با گوشت تازه ابتدا مقداری گوشت را در دیگ انداخته و به دنبال آن چند عدد پیاز را همراه با نمک به آن اضافه می‌کنند. در مرحله بعد و با توجه به گوشت به مقدار مورد نیاز به آن آب اضافه می‌کنند و پس از آنکه گوشت نرم شد. غلور ترش را با آب مخلوط کرده و به شوربا اضافه می‌کنیم. در مرحله پایانی در ظرف مقداری نان ریز کرده و شوربای تهیه شده را به آن اضافه می‌کنند و در انتها به اندازه مورد نیاز به آن فلفل اضافه می‌شود.